# Vladimir Klaić
Vladimir Klaić (Zagreb, 14. rujna 1925. – Zagreb, 5. rujna 1970.), hrvatski nogometni reprezentativac.

## Klupska karijera
Vezni igrač, igrao za klubove: NK Kvaternik Zagreb, NK Milicioner Zagreb (u međuvremenu preimonevan u NK Borac) i NK Zagreb.

## Reprezentativna karijera
Nastupio je jedan put za reprezentaciju Jugoslavije (1953. protiv Egipta) i jedan put za hrvatsku nogometnu reprezentaciju i to u Zagrebu, protiv Indonezije (5-2), 12. rujna 1956. Bila je to jedina međunarodna utakmica koju je hrvatska reprezentacija odigrala u vrijeme dok je bila sastavni dio Jugoslavije.